# 新安路街道 (兰州市)
新安路街道，是中华人民共和国甘肃省兰州市西固区下辖的一个乡镇级行政单位，原以新安路办事处之名列为类似乡级单位。

## 行政区划
新安路街道下辖以下地区：
东街社区、北街社区和南街社区。